# رئيس جمهورية أرتساخ
رئيس جمهورية مرتفعات قرة باغ هو أعلى منصب سياسي في جمهورية مرتفعات قرة باغ بعد إعلان استقلال البلاد سنة 1991. 

أول رئيس تم انتخابه في 24 ديسمبر 1994، والاسم الرئيسي لهذا المنصب تم إقراره في دستور جمهورية مرتفعات قرة باغ و هو: رئيس جمهورية مرتفعات قرة باغ. الرئيس هو أيضا القائد الأعلى للقوات المسلحة للجمهورية.
وافقت آرتساخ على حل نفسها بحلول 1 يناير 2024 بعد الهجوم الأذربيجاني في 19 سبتمبر 2023، ولكن بدلا من حلها أسسوا حكومة في المنفى في يريفان، أرمينيا. لكن عارض رئيس وزراء أرمينيا، نيكول باشينيان، بشدة وجود حكومة المنفى في أرمينيا.

## قائمة الرؤساء (1992–2024)

### رؤساء المجلس الأعلى (1992–1994)
| # | الصورة                      | الاسم (الميلاد–الوفاة)                  | استلم المنصب  | ترك المنصب      | المدة           | الحزب |
| - | --------------------------- | --------------------------------------- | ------------- | --------------- | --------------- | ----- |
| 1 | Artur Mkrtchyan             | Artur Mkrtchyan (1959–1992)             | 7 يناير 1992  | 14 أبريل 1992 † | 98 أيام         | ARF   |
| – | جورجي بطرس جان [لغات أخرى]‏  | جورجي بطرس جان ‏ (ولد 1952)              | 15 أبريل 1992 | 14 يونيو 1993   | 1 سنة و60 أيام  | ARF   |
| – | Karen Baburyan [الإنجليزية] | Karen Baburyan [الإنجليزية] (1954–2011) | 14 يونيو 1993 | 29 ديسمبر 1994  | 1 سنة و198 أيام | مستقل |

### الرؤساء (1994–2024)
| # | الصورة              | الاسم (الميلاد–الوفاة)         | استلم المنصب   | ترك المنصب     | المدة              | الحزب           | الانتخابات     |
| - | ------------------- | ------------------------------ | -------------- | -------------- | ------------------ | --------------- | -------------- |
| 1 | روبرت كوتشاريان     | روبرت كوتشاريان (ولد 1954)     | 29 ديسمبر 1994 | 20 مارس 1997   | 2 سنوات و81 أيام   | مستقل           | 1996           |
| – | ليونارد بتروسيان    | ليونارد بتروسيان (1952–1999)   | 20 مارس 1997   | 8 سبتمبر 1997  | 172 أيام           | مستقل           | –              |
| 2 | Arkadi Ghukasyan    | Arkadi Ghukasyan (ولد 1957)    | 8 سبتمبر 1997  | 7 سبتمبر 2007  | 10 years           | مستقل           | 1997 2002      |
| 3 | باكو ساكيان         | باكو ساكيان (ولد 1960)         | 7 سبتمبر 2007  | 21 مايو 2020   | 12 سنوات و257 أيام | مستقل           | 2007 2012 2017 |
| 4 | أراييك هاروتيونيان  | أراييك هاروتيونيان (ولد 1973)  | 21 مايو 2020   | 1 سبتمبر 2023  | 3 سنوات و103 أيام  | Free Motherland | 2020           |
| – | Davit Ishkhanyan    | Davit Ishkhanyan (ولد 1968)    | 1 سبتمبر 2023  | 10 سبتمبر 2023 | 9 أيام             | ARF             | –              |
| 5 | Samvel Shahramanyan | Samvel Shahramanyan (ولد 1978) | 10 سبتمبر 2023 | 1 يناير 2024   | 113 أيام           | مستقل           | 2023           |

## مقالات ذات صلة
- الوزير الأول لجمهورية مرتفعات قرة باغ